# Francisco Antônio de Oliveira

Armas do barão de Beberibe.

Francisco Antônio de Oliveira, primeiro e único Barão de Beberibe (Recife, 21 de setembro de 1788 – Recife, 24 de setembro de 1855), foi um comerciante e empreendedor brasileiro, um dos maiores traficantes de escravos de Pernambuco na primeira metade do século XIX, atuou no Brasil, África e Portugal em sociedade com importantes negociantes do mesmo ramo. 
Foi membro da Câmara Municipal do Recife pelo Partido Conservador durante vinte anos, tendo ocupado sua presidência por diversas vezes. Participou da intensa urbanização que a capital pernambucana, Recife, sofreu no início do século XIX, durante o governo do Barão, futuro Conde, da Boa Vista.
Entre as principais construções que financiou estão o Solar do Barão de Beberibe, residência que se encontrava no bairro de Boa Vista em meio a um grupo de sobrados construídos por ele, demolida em 1942, e o ainda existente Museu do Estado de Pernambuco, que atualmente abriga exposição permanente sobre a sociedade recifense durante o período imperial. Também foi um dos financiadores na construção do Teatro de Santa Isabel, um dos fundadores da Companhia de Águas Beberibe, foi membro-fundador da Associação Comercial de Pernambuco e do Banco Comercial de Pernambuco e da Companhia Pernambucana de Navegação.
Filho de Francisco de Oliveira Guimarães e de D. Maria Joaquina da Conceição e Oliveira. Casou-se em primeiras núpcias com D. Maria Gertrudes Carneiro, irmã do português Visconde de Loures, o traficante Ângelo Francisco Carneiro, e posteriormente com D. Ana Josefina Pereira Pinto, filha de José Pereira Pinto, que chegou a ministro da Marinha.

## Títulos nobiliárquicos e honrarias
Foi comendador da Imperial Ordem de Cristo.
Barão de Beberibe
Título conferido por decreto imperial em 13 de dezembro de 1853. Faz referência ao rio Beberibe, e em tupi significa lugar onde cresce cana.